# ادوین تنوریو
ادوین تنوریو (اسپانیایی: Edwin Tenorio‎؛ زادهٔ ۱۶ ژوئن ۱۹۷۶) یک بازیکن فوتبال اهل اکوادور است.

## تیم ملی
وی همچنین در تیم ملی فوتبال اکوادور بازی کرده‌است.